# Коршунов, Сергей Александрович
Серге́й Алекса́ндрович Ко́ршунов (8 октября 1928, Москва, СССР — 12 декабря 1982, там же) — советский футболист, нападающий, играл в хоккей с шайбой. Мастер спорта. Также работал тренером. Заслуженный тренер РСФСР и Латвийской ССР.
Его брат Анатолий также футболист, выступал за московские «Динамо», «Спартак» и другие клубы.

## Карьера

### Игрока
Начинал играть в 1944 году Москве на стадионе Юных пионеров (СЮП). После окончания войны его пригласили в «Крылья Советов». За 3 года в первой группе он сыграл 57 матчей и забил 12 голов. Дебютировал в чемпионате 22 мая 1946 года в матче против ленинградского «Зенита». В 1948 году «Крылья» расформировали, и Коршунов перешёл в ВВС. В первом же сезоне он с 12 голами стал лучшим бомбардиром команды. В следующем году Коршунов забил 14 мячей, уступив по результативности Виктору Шувалову. В 1951 он вновь стал лучшим бомбардиром. По окончании сезона 1952 года ВВС распустили, и Коршунов покинул клуб. Сначала он пришёл в МВО, но в мае 1953 этот клуб расформировали, и Коршунов ушёл в «Динамо», где стал обладателем Кубка СССР. В «Динамо» он тоже долго не задержался, покинув клуб в конце сезона из-за высокой конкуренции. С 1955 по 1956 год играл в «Спартаке», где наконец стал чемпионом СССР, а в мае 1956 уехал в «Динамо» Киев. Ещё через год Коршунова пригласили в запорожский «Металлург». Там он провёл два года, после чего завершил карьеру.

### Тренера
Тренерская карьера началась в «Металлурге». Сначала он два раза был играющим тренером, затем в 1961 был назначен главным. Затем тренировал гомельский «Локомотив», «Карпаты» черниговскую «Десну», снова «Металлург», «Строителя» и «Спартак» Орджоникидзе. С 1973 по 1976 год возглавлял рижскую команду «Даугава». В 1975 Коршунов вывел латвийский клуб в первую лигу.
Затем Коршунов стал работать со сборными СССР. Два года он готовил молодёжную сборную к первому чемпионату мира 1977 года. В составе команды играли Сергей Балтача, Андрей Баль, Вагиз Хидиятуллин, Владимир Бессонов, Валерий Петраков. Но на последнем контрольном выезде команды за рубеж Коршунов позволил себе выпить и его отстранили от работы. Сборная выиграла без него чемпионат мира, на первенстве ею руководил его помощник Сергей Мосягин.
В 1977 Коршунова вернули в сборную и с ней он выиграл юношеский чемпионат Европы в 1978 году и стал серебряным призёром чемпионата мира 1979 года.
Скончался 12 декабря 1982 года. Похоронен на Кузьминском кладбище в Москве.

## Достижения
«Динамо» Москва
- Обладатель Кубка СССР: 1953

«Спартак»
- Чемпион СССР: 1956